# Ак-Булун
Ак-Булун — археологический комплекс к востоку от озера Иссык-Куль, являющийся предположительно средневековым христианским монастырем.
Поиски монастыря были начаты 150 лет назад путешественником П. П. Семёновым-Тян-Шанским. Сведения об этом монастыре он нашёл на знаменитой Каталанской карте. В объяснении на карте написано «Место, называемое Иссикол. В этом месте монастырь братьев армян, где говорят (хранится) тело святого Матфея, Апостола и Евангелиста». Будучи в 1856 года на озере Иссык-Куль Пётр Петрович Сёменов Тянь-Шанский с большим интересом искал этот монастырь. Городище, предположительно являющееся монастырем, исследовал в конце XIX века известный востоковед В. В. Бартольд, затем в первой половине XX века — А. Н. Бернштам и в начале 60-х гг. киргизский археолог Д. Ф. Винник.
С 2003 года городище исследуется археологической экспедицией Киргизско-Российского Славянского университета под руководством академика В. М. Плоских. (из данных научного общества «Ак-Булун»)